# 馬性和
馬性和（？—？），貴州烏撒衛軍籍，河南開封府鈞州人，明朝政治人物。

## 生平
萬曆十年（1582年）壬午科貴州鄉試第二十七名舉人。二十一年（1593年）授定遠縣知縣。